# Gibraltar National League 2021-22
La Primera División de Gibraltar 2021-22 fue la tercera edición de la Gibraltar National League. El Lincoln Red Imps fue el campeón defensor.
La temporada comenzó el 16 de octubre de 2021 y finalizó el 30 de abril de 2022.

## Sistema de competición
Los equipos jugaron en una sola ronda como una sola liga, antes de dividirse en dos grupos: el Grupo de Campeonato disputado por los 6 mejores equipos y el Grupo de desafío entre los 5 peores. El ganador del Grupo Challenge recibió el Trofeo GFA Challenge y entró directamente a la segunda ronda de la Rock Cup de la próxima temporada.

## Clubes participantes
| Equipo           | Entrenador       | Capitán           | Marca               |
| ---------------- | ---------------- | ----------------- | ------------------- |
| Bruno's Magpies  | Nathan Rooney    | Rubén Díaz        | VIVE                |
| College 1975     | Ángel Espinosa   | Dani Guerrero     | Joma                |
| Europa           | Moisés Arteaga   | Juampe            | Kappa               |
| Europa Point     | Tommy Taylor     | Aiman Mkerreff    | Xtreme Sports China |
| Glacis United    | Michele Di Piedi | Marcos Zappacosta | Macron              |
| Lincoln Red Imps | Mick McElwee     | Roy Chipolina     | Givova              |
| Lions Gibraltar  | Paco Luna        | Shea Breakspear   | Macron              |
| Lynx             | Albert Parody    | Brad Power        | Givova              |
| Manchester 62    | David Wilson     | Scott Ballantine  | Joma                |
| Mons Calpe       | Leo Fuentes      | Andre Dos Santos  | Givova              |
| St Joseph's      | Jaime Molina     | Aymen Mouelhi     | Legea               |

## Temporada regular

### Clasificación
| Pos. | Equipo           | Pts. | PJ | G  | E | P | GF | GC | Dif. | Clasificación 2021–22 |
| ---- | ---------------- | ---- | -- | -- | - | - | -- | -- | ---- | --------------------- |
| 1    | Lincoln Red Imps | 30   | 10 | 10 | 0 | 0 | 40 | 5  | +35  | Grupo Campeonato      |
| 2    | Europa           | 27   | 10 | 9  | 0 | 1 | 36 | 7  | +29  | Grupo Campeonato      |
| 3    | St. Joseph's     | 22   | 10 | 7  | 1 | 2 | 25 | 9  | +16  | Grupo Campeonato      |
| 4    | Glacis United    | 19   | 10 | 6  | 1 | 3 | 26 | 14 | +12  | Grupo Campeonato      |
| 5    | Mons Calpe       | 16   | 10 | 5  | 1 | 4 | 25 | 13 | +12  | Grupo Campeonato      |
| 6    | Bruno's Magpies  | 14   | 10 | 4  | 2 | 4 | 18 | 15 | +3   | Grupo Campeonato      |
| 7    | Manchester 62    | 13   | 10 | 4  | 1 | 5 | 11 | 21 | −10  | Grupo Desafío         |
| 8    | Lynx             | 10   | 10 | 3  | 1 | 6 | 15 | 25 | −10  | Grupo Desafío         |
| 9    | College 1975     | 6    | 10 | 2  | 0 | 8 | 5  | 21 | −16  | Grupo Desafío         |
| 10   | Europa Point     | 3    | 10 | 1  | 0 | 9 | 8  | 49 | −41  | Grupo Desafío         |
| 11   | Lions Gibraltar  | 1    | 10 | 0  | 1 | 9 | 6  | 36 | −30  | Grupo Desafío         |

 Fuente: Soccerway

## Grupo Campeonato

### Clasificación
| Pos. | Equipo               | Pts. | PJ | G  | E | P  | GF | GC | Dif. | Clasificación 2021–22                       |
| ---- | -------------------- | ---- | -- | -- | - | -- | -- | -- | ---- | ------------------------------------------- |
| 1    | Lincoln Red Imps (C) | 58   | 20 | 19 | 1 | 0  | 65 | 17 | +48  | Primera Ronda de la Liga de Campeones       |
| 2    | Europa               | 47   | 20 | 15 | 2 | 3  | 57 | 21 | +36  | Primera Ronda de la Liga Europa Conferencia |
| 3    | St. Joseph's         | 35   | 20 | 11 | 2 | 7  | 45 | 27 | +18  | Primera Ronda de la Liga Europa Conferencia |
| 4    | Bruno's Magpies      | 33   | 20 | 10 | 3 | 7  | 36 | 25 | +11  | Primera Ronda de la Liga Europa Conferencia |
| 5    | Glacis United        | 22   | 20 | 7  | 1 | 12 | 32 | 36 | −4   |                                             |
| 6    | Mons Calpe           | 20   | 20 | 6  | 2 | 12 | 34 | 36 | −2   |                                             |

 Fuente: Soccerway

## Grupo Desafío

### Clasificación
| Pos. | Equipo          | Pts. | PJ | G | E | P  | GF | GC | Dif. | Clasificación 2021–22        |
| ---- | --------------- | ---- | -- | - | - | -- | -- | -- | ---- | ---------------------------- |
| 1    | Manchester 62   | 26   | 18 | 7 | 5 | 6  | 25 | 28 | −3   | Clasifica a la Rock Cup 2023 |
| 2    | College 1975    | 20   | 18 | 6 | 2 | 10 | 17 | 28 | −11  |                              |
| 3    | Lynx            | 19   | 18 | 6 | 1 | 11 | 25 | 38 | −13  |                              |
| 4    | Europa Point    | 14   | 18 | 4 | 2 | 12 | 15 | 65 | −50  |                              |
| 5    | Lions Gibraltar | 8    | 18 | 1 | 5 | 12 | 13 | 45 | −32  |                              |

 Fuente: Soccerway

## Goleadores
| Pos. | Jugador          | Club             | Goles |
| ---- | ---------------- | ---------------- | ----- |
| 1    | Antonio Pino     | Europa           | 11    |
| 2    | Juanfri          | St Joseph's      | 10    |
| 3    | Kike Gómez       | Lincoln Red Imps | 8     |
| 3    | Juampe           | Europa           | 8     |
| 5    | Liam Walker      | Lincoln Red Imps | 6     |
| 5    | Ayoub El Hmidi   | Mons Calpe       | 6     |
| 5    | John-Paul Duarte | Mons Calpe       | 6     |
| 8    | Luisma Casas     | Bruno's Magpies  | 5     |
| 8    | Stefano Borghi   | Glacis United    | 5     |
| 8    | Javi Moreno      | Mons Calpe       | 5     |